# Anshelm Schultzberg
Anshelm Schultzberg, né le 28 septembre 1862 à Falun en Suède et mort le 27 février 1945 à Stockholm, est un peintre suédois.

## Biographie
Anshelm Leonard Schultzberg naît le 28 septembre 1862 à Falun en Suède, fils d'un photographe portraitiste. Très tôt, il décide de devenir artiste peintre, et, dès l'âge de 14 ans réalise des études à l'huile. Il étudie, à Stockholm, à la Konstfack et à l'Académie royale suédoise des Beaux-Arts. Il est élève de Gustaf Wilhelm Palm (sv). Il est le peintre des grands espaces enneigées, ce qui lui vaut un certain succès.
En 1889, il part pour la France, et séjourne à Paris où la forêt de Fontainebleau est son premier sujet. Il s'installe ensuite à Grez-sur-Loing et réalise des scènes dans les champs.
En 1890, il rejoint l'école des peintres d'Étaples où il demeure deux ans. Un de ses tableaux, Les Quatre saisons était visible sur un des murs de la salle de l'hôtel Ioos de la ville, lieu de rencontre et de résidence pour de nombreux peintres de cette colonie.
Après un séjour à Londres où il étudie, avec admiration, les œuvres de Turner, il revient à Paris.
En 1891, il voyage en Italie où il séjourne à Sorrente et à Capri puis retourne s'installer en Suède.
Il est commissaire du département d'art suédois à l'Exposition universelle de 1904 de Saint-Louis (dans le Missouri) aux États-Unis. Il est également commissaire de l'exposition d'art aux Jeux olympiques d'été de 1932 de Los Angeles.
En 1905, il participe à l'exposition de la Swedish-America Art Association à Chicago.
Il meurt le 27 février 1945 à Stockholm.

## Galerie

Œuvres d'Anshelm Schultzberg
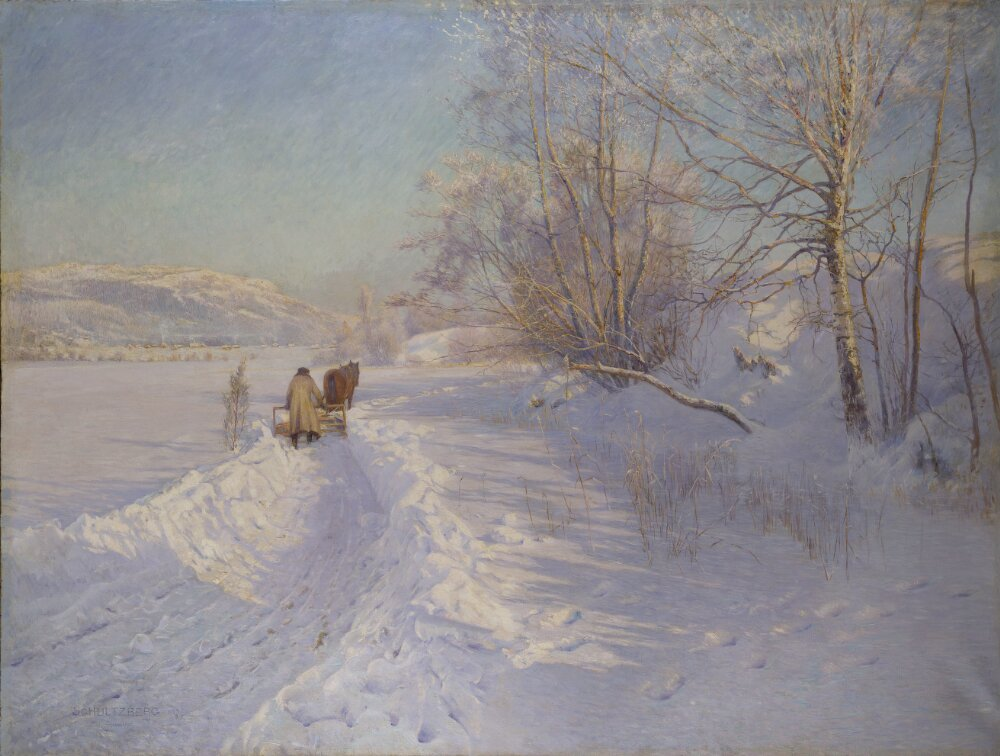
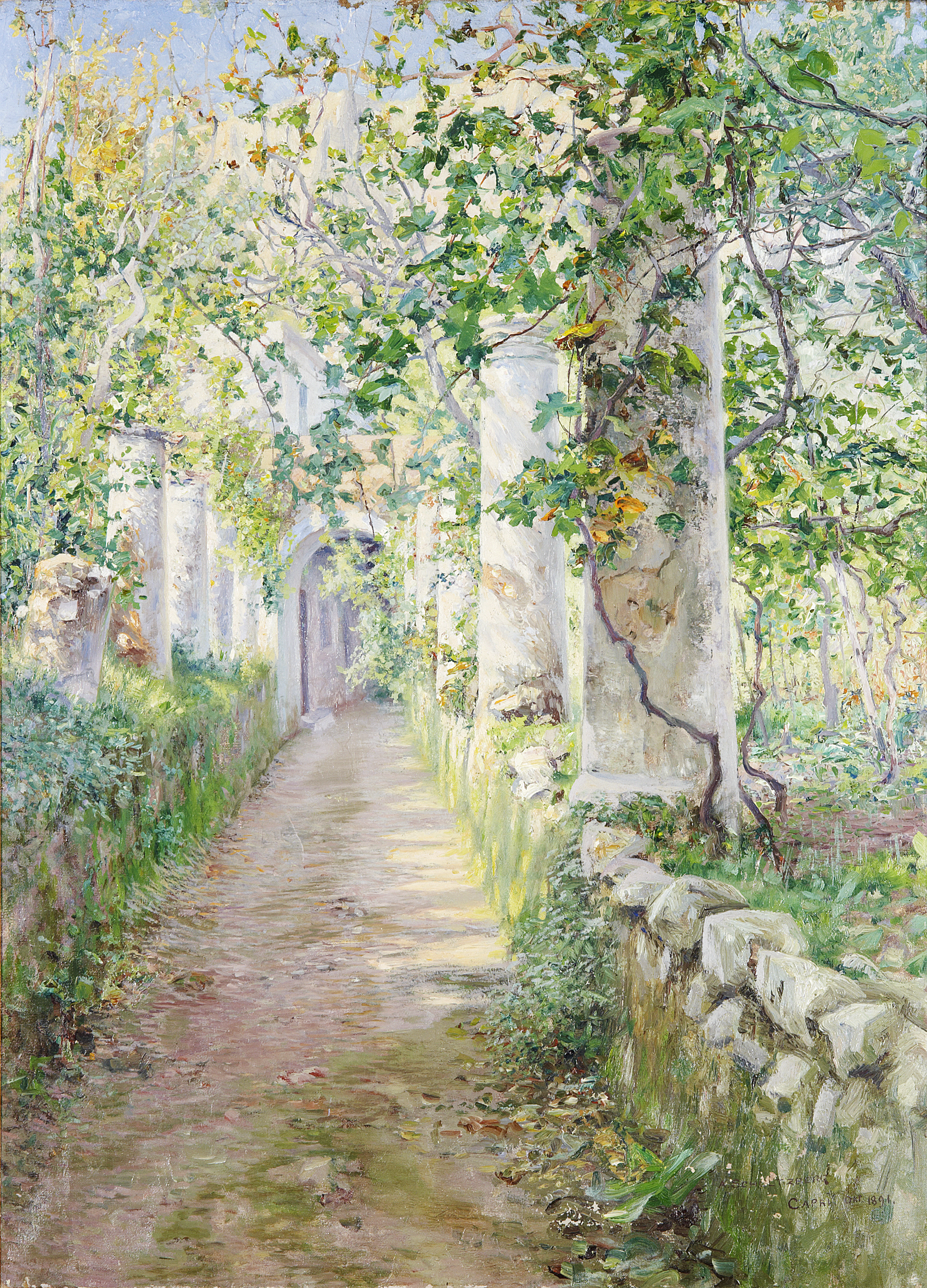